# Kljunavci
Kljunavci ali škorpijonske muhe (znanstveno ime Mecoptera; grško mekos - dolžina + pteron - krilo) so majhen, a evolucijsko zelo star red žuželk z okoli 550 danes živečimi vrstami. Njihova značilnost je kljun, ki ga tvorijo obustne okončine, drugo domače ime pa so dobili po nabreklem devetem členu zadka, ki ga držijo kvišku, zaradi česar spominja na strupnik škorpijonov, čeprav je to značilnost le ene od družin kljunavcev.

## Telesne značilnosti
Odrasli kljunavci imajo podolgovat, navzdol usmerjen kljunec (rostrum), ki ga tvorijo podaljšane mandibule, maksile in ustna (labium). Na glavi so še velike sestavljene oči, ki so daleč vsaksebi, in dolge, nitaste tipalnice. Oprsje nosi dva para ozkih, med seboj zelo podobnih kril, ki so včasih povsem reducirana, in noge, pri nekaterih vrstah prilagojene za grabljenje plena. Zadek je sestavljen iz 11 členov. Na koncu zadka sta dva kratka cerka, sestavljena iz enega do dveh členov.
So žuželke s popolno preobrazbo. Ličinke imajo zelo trdo glavino kapsulo z obustnimi okončinami, izoblikovanimi v grizalo in sestavljenimi očmi - slednje so posebnost med žuželkami, sestavljene iz okoli 30 očesc, nimajo pa jih ličinke vseh vrst. Vsi členi oprsja so enaki, nosijo kratke noge z reduciranim členjenjem in enim krempljem. Tudi na zadku so kratke nožice, natančneje na členih od prvega do osmega. Na desetem členu zadka so bodisi kratki kaveljčki, bodisi okrogel prisesek. Buba je negibna, z ohranjenim grizalom.

## Življenje
Samica izleže jajčeca v vlažno steljo, razen tistih iz družine Nannochoristidae, ki jih polagajo v vodo. V tednu ali dveh se izležejo ličinke, ki so prosto živeče. Razvijajo se razmeroma hitro, čemur sledi podaljšan stadij predbube, ko se ličinki razvijejo zasnove za krila. Na koncu izkopljejo podolgovato kamrico v zemlji in se v njej zabubijo. Ne tvorijo kokona. Odrasle živali pogosto živijo v drugačnem okolju kot ličinke in se prehranjujejo z drugimi viri hrane. So dnevno aktivne živali. Nekatere vrste so znane po zapletenih paritvenih ritualih, ki lahko vključujejo hranjenje partnerja. Samica izbira partnerja glede na kvaliteto ponujene hrane, ki jo nekateri samci kradejo celo iz mrež pajkov. Odrasli živijo okoli enega meseca, zimo preživijo kot jajčeca ali ličinke.

## Ekologija
Različne družine kljunavcev imajo različne prehranjevalne navade, večkrat se po prehrani razlikujejo tudi ličinke od odraslih živali. Odrasle mušicolovke so plenilske, njihove ličinke pa se prehranjujejo z odmrlim organskim materialom. Tako odrasle škorpijonke kot njihove ličinke so mrhovinarji. O prehrambenih navadah ostalih družin je malo znanega, obstajajo pa podatki o rastlinojedstvu nekaterih vrst.
Živijo na vseh kontinentih, razen na Antarktiki, tudi v polarnih regijah Severne Amerike in Evrazije. Najraje imajo vlažna mesta, najpogosteje jih najdemo v rastlinju blizu rek ali potokov, predstavnike družine snežnih bolh pa, kot nakazuje ime, pozimi na snegu.

## Sistematika
Morfološki znaki potrjujejo tesno sorodnost kljunavcev in dvokrilcev, čeprav nekateri odrasli spominjajo na mrežekrilce. Najnovejše genetske in morfološke raziskave pa nakazujejo, da naj bi red bolh izhajal iz kljunavcev, kot sestrska skupina snežnih bolh (družina Boreidae). Družina Nannochoristidae naj bi po genetskih znakih bila sestrska skupini bolh in snežnih bolh, zato bi te tri po mnenju nekaterih avtorjev morali obravnavati kot samostojne redove.
Tudi sicer so kljunavci evolucijsko zelo pomemben red. Iz kljunavcem podobnih žuželk so se razvili metulji, dvokrilci in mladoletnice. Kljunavci so bili prvi predstavniki skupine Endopterygota - žuželk z notranjim razvojem kril. Avstralski kljunavci se od perma dalje skoraj niso spreminjali, zaradi česar jih uvrščamo med žive fosile.

### Kljunavci v Sloveniji
V Sloveniji živijo predstavniki treh družin kljunavcev: škorpijonke (Panorpidae), mušicolovke (Bittacidae) in snežne bolhe (Boreidae), skupaj 9 vrst, ki so razširjene tudi drugod po Evropi.